# 六月十七日大街

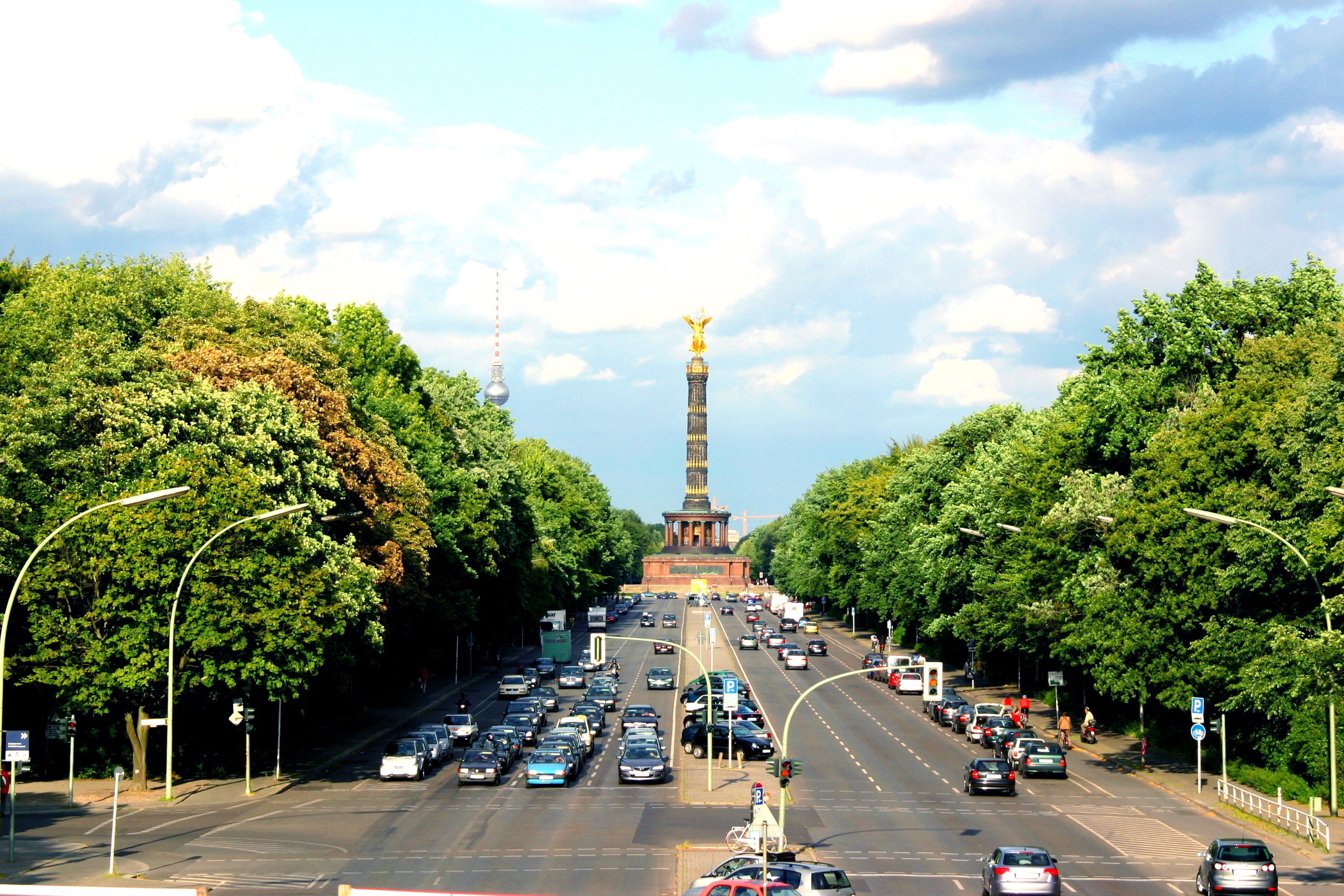
六月十七大街。圖片遠方正中央可以見到勝利紀念柱，而左方樹林後方的高大建築物則為柏林電視塔。

六月十七日大街（德語：Straße des 17. Juni）是德國首都柏林东西轴线的一部分，也是德国联邦公路B2和B5的一部分。

## 路线
六月十七大街西起恩斯特-罗伊特广场，横穿柏林工业大学的校园。国防运河是柏林夏洛特堡区和蒂尔加滕（德语中表「动物园」之意）区的分界线，其上的夏洛特堡大桥（Charlottenburger Brücke）也是六月十七大街的一部分，桥的西端是夏洛特堡门（Charlottenburger Tor）。六月十七大街在蒂尔加滕被胜利纪念柱截断，大街的东端直到柏林城中區的三月十八日广场，与著名的菩提树下大街在勃兰登堡门相接。

## 历史
六月十七大街在二次世界大战前原名夏洛特堡道（Charlottenburger Chaussee，「Chaussee」在德文中是一種有硬鋪面的郊區道路），其名稱起因於此大街是由當時的市區、柏林城中區，通往仍然是郊區的夏洛特堡之主要幹道。二战期间称为东西轴心路（Ost-West-Achse），盟軍攻克柏林後曾於此地進行勝利閱兵，战后为纪念1953年苏军镇压东柏林的示威——东德六一七事件，而在1990年德国国庆节上改名为6月17日大街。
52°30′52″N 13°20′55″E / 52.51442°N 13.34858°E